# Ачумави (язык)
Ачумави (Achomawi, Achumawi, Pit River) — почти исчезнувший индейский язык, который относится к палайнихской языковой семье, на котором говорили несколько племён, живших вдоль реки Пит, северо-восточная Калифорния. К палайнихской семье относится и язык ацугеви, родственный ачумави. Носители ацугеви могли прекрасно понимать ачумави, а носители ачумави не понимали язык ацугеви. Из одиннадцати племён, говоривших на языках палайнихской семьи, девять говорили на языке ачумави, два — на языке ацугеви.
Термин Achumawi — восходит к слову ajúmmááwí, от слова ajúmmá «река». В целом язык можно разделить на две диалектные группы, которые соотносятся с географическим делением бассейна реки Пит — диалекты, распространённые у верхнего и у нижнего течения реки.

## Географические сведения
Территория народов Пит-ривер была достаточно обширной, более 2 млн га. Она простиралась с севера на юг от озера Гус на границе штатов Калифорния и Орегон до Монтгомери-крик и с запада на восток от горы Шаста до озера Хорс.
Территория была неоднородной и делилась на две природные зоны: ниже по течению реки Пит и выше по течению. Ниже по течению простирались леса, невысокие горы и небольшие равнины. В этой части территории зимы были холодными и индейцы приходили сюда летом, охотились, занимались собирательством и рыболовлей. Выше по течению в окрестностях озёр Гус и Игл и на равнинах индейцы жили практически круглый год. Народ племени ачумави жил возле самой реки Пит.
Из-за этих климатических условий некоторые племена оказались несколько изолированы от других. Поэтому некоторые специалисты говорят о наличии диалектных особенностей в разных племенах. Однако эти различия не препятствовали общению разных племён.

## Диалекты
В языке ачумави выделяются следующие диалектные группы.

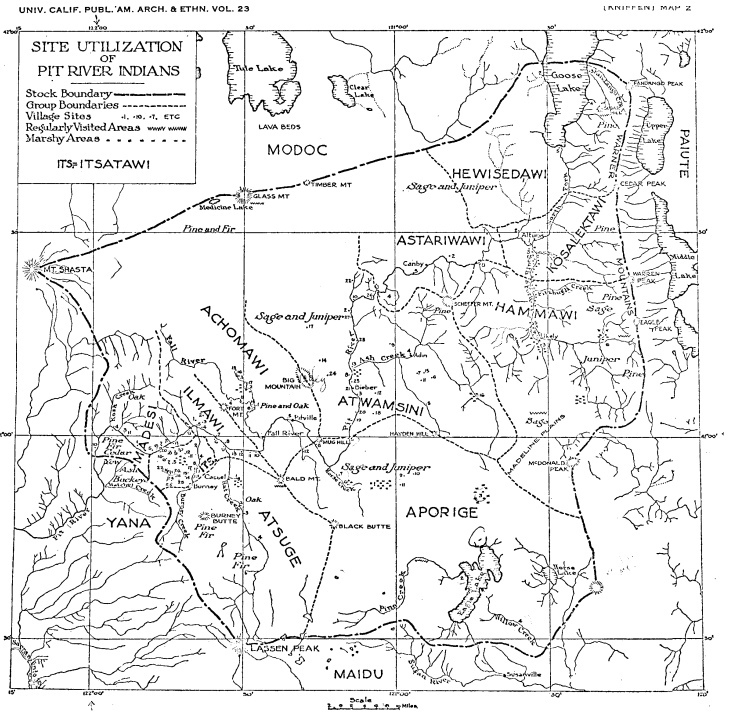
Территории, заселённые народом ачумави. На карте показаны диалектные группы мадесиви, илмави и собственно ачумави (нижнее течение реки Пит) и астаривави, хаммави, косалектави и хевиседави — в верхнем.

### Вниз по течению
Мадесиви (Madesiwi) были самой западной группой, обитавшей на северном берегу реки Пит. Мадесиви находились в дружеских отношениях с индейцами винту и северными яна. Ицатави (Itsatawi), обитатели долины Гус, были небольшой группой, обитавшей в долине Гус и по течению ручья Бёрни-крик; были близко связаны с мадесиви. Илмави (Ilmawi) жили вдоль течения реки Пит от устья Бёрни-крик. Часть народности ацугеви обитала рядом с илмави, и они часто контактировали. Собственно ачумави обитали в долине реки Фолл.

### Вверх по течению
Среди групп, обитавших вверх по течению реки, выделяют следующие: атвамви (Atwamwi, atwamsini), буквально «жители долины» примерно в двадцати небольших поселений в долине Биг-вэлли. Астаривави (Astariwawi), «народ горячих источников» жили по течению реки Пит в четырёх поселениях. Косалектави (Kosalektawi), буквально «любители можжевельника», занимали небольшую территорию вблизи современного Альтураса. Хаммави (Hammawi) жили к югу от Альтураса, а хевиседави (Hewisedawi), буквально «те, кто живёт высоко» жили вдоль северного рукава реки Пит.

## История изучения
Первым европейцем, записавшим словарь ачумави, был, судя по всему, Горацио Хейл (1846); вслед за ним материалы по языку публиковали Дж. Гиббс (1861—1862), Дж. Кёртин (диалект илмави, 1880-е). В XX в. существенное количество материала была зафиксировано П. Радиным, Х. де Ангуло, Э. Гальпериным и другими лингвистами. Во второй половине XX в. изучением ачумави занимались Д. Олмстед, Дж. Бауман, Ш. Сильвер, и, начиная с 1970-х годов — Б. Невин. При этом публикации собранного материала практически ограничились статьёй Х. де Ангуло и Л. Фриланд (1930) и рядом публикаций Б. Невина. К сожалению, материалы опубликованные Д. Олмстедом практически полностью основывались на сведениях Х. де Ангуло, причём в словарь Олмстеда были включены словарные материалы языка помо, которые фигурировали в неопубликованной работе де Ангуло, где он сравнивал ачумави и помо с целью доказать, что эти языки не родственны.

## Основные характеристики

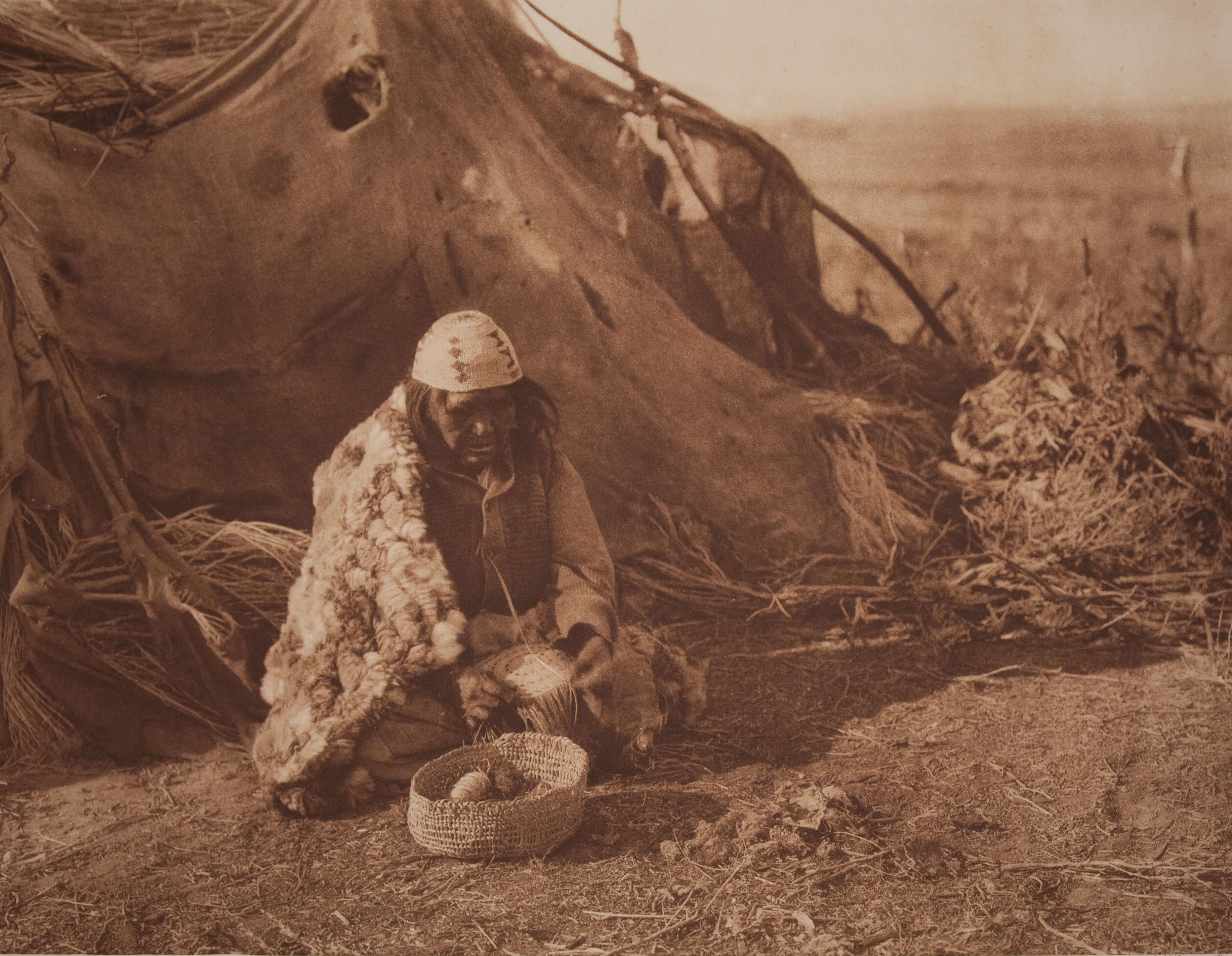
Женщина ачумави плетёт корзинку (1923). В языке ачумави существовало более десятка терминов для обозначения разных типов корзин [https://www.webonary.org/odissi?s=basket&search=Search&key=&tax=-1&search_options_set=1&match_whole_words=1&displayAdvancedSearchName=0

### Фонетика
В ачумави есть 4 тона: восходящий, нисходящий, восходяще-нисходящий и нисходяще-восходящий. Восходящий и нисходящий тоны являются основными. По классификации Б. Невина, в ачумави присутствует только два тона — высокий и низкий.
В ачумави 29 согласных и 5 гласных, которые могут быть долгими и краткими.

#### Согласные
Смычные согласные делятся на простые, придыхательные и ларингализованные. Сонорные, полугласные и фрикативные могут быть звонкими (только сонорные), глухими (только фрикативные) и глоттализованными (как сонорные, так и фрикативные).

#### Гласные
В ачумави присутствует обычный набор долгих и кратких гласных [aeiou]. Отмечена также эпентетическая гласная (шва), которая не является фонемой и обычно ассимилируется по качеству с соседними гласными:
- lhuwá [luhuwa] — мы (двойственное число) будем
- lhám [ləhám] — давайте мы (двойственное число) поедим![3]

### Морфология

#### Имя
Род в ачумави отсутствует. Грамматически число в имени никак не выражается; на число предметов могут указывать прилагательные или числительное:
tó˙lól ís — все люди
Ачумави имеет достаточно развитую систему падежей, всего их 6: немаркированный абсолютив, эргатив, посессив, локатив, инструменталис и комитатив.
Пример:
Alturas-wádé (в Альтурасе)
Альтурас-LOC

#### Прилагательное
В ачумави много прилагательных и они часто употребляются, однако все равно существует тенденция к выражению прилагательных в виде «номинализованных глаголов». Такие формы образуются с помощью префикса w- и суффикса -í.
- túsʼì — хороший
- túsʼì d-é˙s-ì — хорошее пение
- qépsì — гнилой (прилагательное)
- w-íttù˙p-í — IMP-быть гнилым-2 гнилой = что-то гнилое

Сравнительная степень образуется с помощью суффиксов -wáqtsè или -máqtsè.
- tsóqtsà-waqtsè — меньший
- wàʼwá-máqtsè — больший

Превосходная степень в ачумави образуется с помощью суффикса -ùstsì или -wìstsì
- wàʼwá-ùstsì — самый большой

#### Наречия
По наблюдению Х. де Ангуло, наречий в ачумави больше, чем прилагательных, поскольку значение наречий не так часто выражается глаголом или номинализованным глаголом. Зачастую наречия заканчиваются на -ím (-mím).
- loḥmìm — завтра (от lóḥmè 'утро')
- mítsìm — вчера
- tóllím — всегда (tó˙lól — 'все')

#### Артикль
В языке ачумави существует определённый артикль qà:
qà dzé˙mùl — Койот (один из демиургов в мифологии ачумави)

#### Глагол
В языке ачумави существует сложная глагольная система. Обычно глагольная форма состоит из 1) префикса или циркумфикса (начальный префикс + суффикс), 2) глагольного корня и 3) окончания (тематического гласного).
- s-ă˙m-á — я ем
- k-ă˙m-á — ты ешь
- y-ă˙m-á — он ест
- k-ám˙-î˙-tská — он съел тебя (3Sg.A-EAT-TH-2Sg.P)

## Типологическая характеристика

### Степень свободы выражения грамматических значений
Ачумави является синтетическим языком с элементами аналитизма.
Аналитически в ачумави выражается, например, число существительных. Для этого используются числительные и прилагательные, само существительное при этом никак не изменяется.
Пример:
q`am áʔláʔmùgí (много собак)
много собака

#### Некоторые грамматические значения, выражающиеся синтетически
Прежде всего стоит отметить наличие классификаторов в ачумави. Пример использования классификатора мы видим в названии языка и народа:
ádzúmáˑ-wí (получаем: народ [живущий] у реки)
река-CLASS
Классификатор -wí также присоединяется к терминам родства. По всей видимости, этот показатель имеет значение «народ, общество, определённая группа».
Кроме того, в ачумави есть большое количество различных классификаторов, которые означают людей, шкуры животных и т. д.
Примеры:
tsìq-ìʔ-wáˑlù (мужчина шаман)
шаман-мужчина-CLASS
bàù-álì (шкура лося)
лось-CLASS
Ещё синтетически выражаются сравнительная и превосходная степени прилагательных, лицо агенса глагола и наклонение, показатель класса глагола. Если пациенс глагола выражен местоимением, это местоимение инкорпорировано в тело глагола.
Пример:
tsé-sùwí d-ǐˑmàsʔád-ì tsí-dùwádz-ìg-údzí
NEG-быть.1SG DEN-знать-DEN что-делать.3SG-FUT-быть
Я не знаю, что она собирается (будет) делать. [What is she going to do?]

### Характер границы между морфемами
Ачумави — агглютинативный язык. В основном словоизменительные показатели имеют только одно значение. Однако наклонение, лицо и число субъекта в префиксе глагола выражается кумулятивно.
Пример:
k-áʔtòˑg-íˑn-í míʔmú ùmtéljèn-wílél míʔmú míktsàn-wílél
IND.2SG-приходить-PST-2 твоя жена-COM твой ребёнок-COM
Ты пришёл со своей женой и своим ребёнком.

### Локус маркирования в посессивной именной группе (ИГ) и предикации
В посессивной ИГ наблюдается зависимостное маркирование.
Пример:
wàḥ-ú míktsàn (ребёнок медведя)
медведь-POSS ребёнок
Зависимостное маркирование проявляется и в предикации.
Пример:
Frank-wàl kàtsú dàtí-wàl tsé-éyùwí d-íʔtòˑg-í.
Фрэнк-COM его мать-COM NEG-быть.3PL DEN-прийти
Фрэнк и его мать пришли.

### Тип ролевой кодировки
Эргативный. Это значит, что объект при переходном глаголе и основной актант непереходного глагола выражаются одинаково — абсолютивом, а субъект при переходном глаголе стоит в эргативе.

#### При переходном глаголе
wàḥ-wágà tsíg-ìʔ-wáˑlù y-íwàtw-á
медведь-ERG шаман-мужчина-CLASS 3SG-убить-1
Медведь убил шамана.

#### При непереходном глаголе
mìʔmù àmtéljèn m-ǎˑn-ìg-údzí?
твоя жена OPT.3SG-прийти-FUT-быть
Твоя жена придёт?

### Базовый порядок слов
SOV
Пример:
wàḥ-wágà tsíg-ìʔ-wáˑlù y-íwàtw-á
медведь-ERG шаман-мужчина-CLASS 3SG-убить-1
tsíg-ìʔ-wáˑlù-g`a wàḥ y-íwàtw-á
шаман-мужчина-CLASS-ERG медведь 3SG-убить-1 
Шаман убил медведя